# Acidente do Piper PA-46 prefixo N264DB em 2019
O Acidente do Piper PA-46 prefixo N264DB em 2019 ocorreu no dia 21 de janeiro de 2019 enquanto sobrevoava o Canal da Mancha, tendo partido do Aeroporto Atlantique em Nantes e com destino o Aeroporto de Cardiff em Cardiff. A bordo da aeronave estava o jogador de futebol argentino Emiliano Sala, que estava indo se apresentar ao Cardiff City Football Club, após ter sido vendido pelo Football Club de Nantes no dia 19 de janeiro.

## Aeronave
A aeronave desaparecida é um Piper PA-46 Malibu, monomotor com seis lugares, registrado nos Estados Unidos como N264DB, número de série 46-8408037. A aeronave havia sido fabricada em 1984. Um certificado de aeronavegabilidade havia sido emitido em 4 de abril de 1984 e venceria em 2020.

## Desaparecimento
A aeronave partiu de Nantes às 19h15 (GMT). A última vez que entrou em contato com o controle de tráfego aéreo de Jersey foi quando enviou um pedido para descer da altitude de 1,5 mil metros (5 mil pés). A aeronave estava a uma altitude de setecentos metros quando o contato foi perdido, às 20h30 (GMT). A posição era de 7 milhas náuticas (13 quilômetros) a noroeste da ilha de Alderney. Uma operação de busca e salvamento foi imediatamente ativada, mas foi suspensa às 2hs (GMT) de 22 de janeiro, devido à piora das condições climáticas. Embora as buscas estivessem fora da área de responsabilidade do Reino Unido, a HM Coastguard enviou dois helicópteros para ajudar na busca da aeronave. Um helicóptero francês também foi enviado para participar da busca, assim como os botes salva-vidas das ilhas de Alderney e Guernsey.
A busca foi retomada às 8hs. Às 11h45 de 22 de janeiro um total de mil milhas quadradas (2,6 mil quilômetros quadrados) tinham sido vasculhados por cinco aeronaves e dois botes salva-vidas, no entanto nenhum vestígio do avião havia sido encontrado. Um navio da Marinha Nacional Francesa também participou da busca. A partir das 15h30 de 22 de janeiro, um avião e um barco salva-vidas ainda estavam procurando, elevando a área total vasculhada para 1 155 milhas quadradas (2 990 quilômetros quadrados). A busca foi novamente suspensa na noite de 22 de janeiro. Vários objetos flutuantes foram encontrados, mas não havia a confirmação que fossem da aeronave desaparecida. A busca recomeçou às 8hs de 23 de janeiro, com dois aviões revistando as áreas costeiras ao redor de Alderney. A partir das 11h30, três aviões e um helicóptero continuavam a busca e analisavam imagens de satélite e dados de telefones móveis. No entanto, ainda não haviam vestígios da aeronave desaparecida.
Em 23 de janeiro de 2019, um porta-voz do comando de busca e resgate disse que "não há esperança de encontrar sobreviventes na água". Contudo, a busca ainda trabalha a possibilidade de que os sobreviventes estejam em um bote salva-vidas no Canal da Mancha.
No dia 24 de Janeiro, após 3 dias, as buscas são encerradas de forma definitivas, a policia de Guernsey disse que as chances de sobrevivência são remotas.
Desde então, a comunidade internacional, além de jogadores famosos como Lionel Messi, clamaram para que as buscas por Sala não cessassem. Para contornar isto, foi realizado um sistema de crowdfunding para angariar a meta de 250 mil euros, onde o jogador francês Kylian Mbappé doou 30 mil euros para a causa. Com as doações, as buscas pelo jogador foram retomadas independentemente das autoridades. Os destroços do avião foram encontrados no dia 3 de fevereiro de 2019 (13 dias após o início das buscas), a pouco mais de 38 quilômetros ao norte da cidade de Guernsey. A carcaça da aeronave foi localizada com um corpo apenas, por um barco que fazia parte da investigação particular contratada pela família depois que a polícia suspendeu as buscas. No dia 7 de fevereiro foi confirmado que o corpo encontrado era do jogador Emiliano Sala.